# أكوا (مايوت)
أكوا هي بلدية في إقليم مايوت الخارجي الفرنسي تقع في المحيط الهندي.

## تعداد السكان

### التطور الديموغرافي للبلدية
| السنة  | 2002 | 2007 | 2012 | 2017 |
| ------ | ---- | ---- | ---- | ---- |
| السكان | 4605 | 4622 | 4714 | 5192 |